# Tiếng gọi bạn tình
Tiếng gọi bạn tình hay tiếng gọi động dục hay tiếng gọi kết đôi (Mating call) là tín hiệu thính giác được sử dụng bởi các loài động vật trong mùa sinh sản để thu hút bạn tình nhằm giao phối. Cả cá thể giống đực lẫn cá thể giống cái đều có thể sử dụng tiếng gọi bạn tình nhưng khi đề cập hoặc nghiên cứu về vấn đề này, người ta thường nhất mạnh tiếng gọi bạn tình ở những cá thể đực. Tiếng gọi bạn tình thường là đối tượng việc sự lựa chọn bạn đời, trong đó thể hiện sự ưu tiên của một giới tính cho một loại tiếng gọi giao phối nhất định có thể thúc đẩy sự lựa chọn tình dục trong một loài.
Sự khác biệt trong các tiếng gọi giao phối có thể dẫn đến sự phân tách các quần thể khác nhau trong một loài. Những khác biệt này có thể do một số yếu tố, bao gồm kích thước cơ thể, nhiệt độ và các yếu tố sinh thái khác. Các yếu tố này có thể phát sinh dưới dạng các thay đổi về âm sắc, thời gian hoặc hành vi trong các tiếng giao phối sau đó dẫn đến sự tách biệt quần thể. Sự tách biệt của các quần thể này do sự khác biệt trong tiếng gọi và giao phối ưu tiên cuộc gọi có thể dẫn đến sự tiến hóa và tạo ra các loài mới độc đáo. Điều này có thể dẫn đến sự suy đoán đối xứng của một số loài động vật, trong đó hai loài phân tách với nhau khi sống trong cùng một môi trường.

## Tổng quan
Có nhiều cơ chế khác nhau để tạo ra các âm thanh hình thành nên tiếng gọi bạn tình, có thể được phân loại rộng rãi thành tiếng kêu và các âm thanh mời gọi cơ học. Các tín hiệu thính giác được coi là âm thanh được tạo bởi thanh quản và thường thấy trong các loài chim, động vật có vú, động vật lưỡng cư và côn trùng. Những âm thanh cơ học đề cập đến bất kỳ loại âm thanh nào khác mà động vật tạo ra bằng cách sử dụng các bộ phận cơ thể độc đáo và/hoặc các công cụ để giao tiếp với bạn tình tiềm năng. Ví dụ như dế rung cánh, chim vỗ cánh, rù lông, và ếch sử dụng túi khí thay vì phổi.
Việc sử dụng tiếng kêu (tiếng hót) mang tính phổ biến trong các loài chim và thường được sử dụng để thu hút bạn tình (thường là con trống gọi con mái). Các khía cạnh và tính năng khác nhau của tiếng chim hót như cấu trúc, biên độ và tần suất đã phát triển như là kết quả của việc lựa chọn tình dục. Trong khi hầu hết các loài chim sử dụng lông vũ, dụng cụ, hoặc bàn chân để tạo ra âm thanh và thu hút bạn tình, nhiều loài cá sử dụng các cơ quan nội tạng chuyên biệt để thực hiện. Những loài động vật khác cũng sử dụng sóng siêu âm để liên lạc như dơi, cá heo, cá voi và một số loài côn trùng. Những tiếng gọi này khá phức tạp, voi, người, chim lợn và cá heo được biết tới với khả năng dò tìm âm thanh này.
Trong mùa sinh sản, những con thú sẽ cất tiếng gọi mời chào những con khác giới. Những chú gấu túi đực lớn hơn sẽ phát ra âm thanh khác với những chú gấu túi nhỏ hơn. Những con đực lớn hơn thường được tìm kiếm được gọi là đực giống. Tín hiệu âm thanh là một loại cuộc gọi có thể được sử dụng từ một khoảng cách đáng kể mã hóa vị trí, tình trạng và nhận dạng của sinh vật. Hầu hết ếch sử dụng một túi khí nằm dưới miệng để tạo ra tiếng gọi bạn tình (tiếng kêu ộp ộp). Không khí từ các kênh phổi vào túi khí thổi phồng nó, và túi khí tạo ra tiếng vang để tạo ra một tiếng gọi giao phối. Thanh quản là lớn hơn và phát triển hơn ở con đực, mà làm cho âm thanh của chúng to hơn và mạnh mẽ hơn. Trong khi cất tiếng gọi bạn đời, côn trùng thường được kết hợp chẳng hạn như trong dế, một số loài côn trùng sử dụng tiếng kêu để thu hút bạn bè.

## Một số loài

### Ởếch
Những tiếng kêu ộp ộp cất vang mạnh mẽ là "tài sản quý báu" của những chàng ếch nhằm thu hút con cái trong mùa giao phối. Hầu hết ếch cái không gọi bạn tình, vì chúng không có dây thanh quản hoặc dây thanh quản của chúng rất thô sơ. Một con cái chọn bạn tình từ một dàn hợp xướng những con đực rồi lặng lẽ ra hiệu cho những con đực đó. Con cái chuộng con đực có khả năng thực hiện những tiếng gọi luyến ái càng phức tạp càng tốt. Chẳng hạn như những tiếng gọi bạn tình của loài ếch Hyla chrysoscelis, vốn phát ra những chuỗi âm thanh lảnh lót.
Ếch đực Hyla chrysocelis sẽ cất tiếng gọi bạn tình, thông thường, những tiếng gọi này có độ dài dao động từ 20 đến 40 nhịp, và diễn ra từ 5 đến 15 cuộc gọi mỗi phút. Độ dài và số nhịp gọi thường tùy thuộc vào từng con đực, nhưng con cái chuộng những tiếng kêu kéo dài lâu hơn và nhiều nhịp hơn. Cũng giống như vừa hát và nhảy cùng lúc, con người chúng ta cũng có thể thích những bạn tình đa năng, chẳng hạn như những người vừa có thu nhập tốt, nấu ăn giỏi, quản lý tài chính tốt và chăm sóc con cái chu đáo.

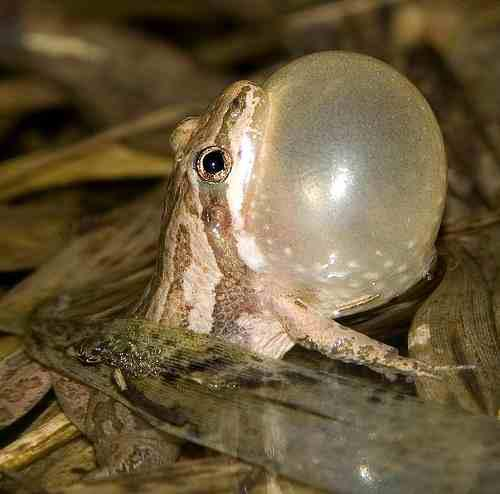
Một con ếch đang gọi bạn tình

Hiện nay, tiếng ồn giao thông có thể đe dọa tới cuộc sống tình dục của những loài ếch sống quanh khu vực đô thị. Những con ếch cỏ ngồi trên một phiến đá cạnh vùng đầm lầy gần thành phố Melbourne, Úc đang cố kêu gọi bạn tình, nhưng những con cái không hề nghe thấy do bị lấn át bởi tiếng ồn giao thông. Tiếng ồn giao thông ở Melbourne đã lấn át âm thanh của các chú ếch, do vậy chúng không thể tìm đến nhau, kết đôi và sinh sản, đe dọa tới số lượng của chúng tại thành phố này, loài ếch nào có tiếng kêu nhỏ bé thì càng gặp nhiều bất lợi nhất. Trong khu vực thành phố Melbourne ồn ào, những tiếng kêu bình thường của các loài ếch không thể nghe được với nhau khi khoảng cách xa hơn 19m.
Một số loài ếch cây màu nâu ở miền nam Melbourne đã học được cách thích ứng với những tiếng còi giao thông nhức óc bằng cách nâng mức tiếng gọi bạn tình cao hơn, kết quả là chúng đã nghe được tiếng kêu của nhau với khoảng cách xa thêm được 5m". Những loài ếch sống cạnh bờ sông, suối nếu không có tiếng ồn giao thông có thể liên lạc nhau trong khoảng cách tới 800m, và khoảng cách này sẽ giảm lại đáng kể, chỉ còn chừng 14m, nếu chúng sống cạnh những con đường tấp nập, ồn ào.
Những con ếch cái tai lõm (Odorrana tormota) sống ở những vùng nước xiết có một cách khác để bày tỏ ý thích của mình, những con ếch Odorrana tormota (Concave-eared torrent frog) là loài ăn đêm có thể nhảy xa gấp 30 lần chiều dài cơ thể. Nó phát ra một tiếng chiêm chiếp âm vực cao mà đôi tai của con người chúng ta nghe như tiếng chim hót. Đây là một trong số những phát hiện lạ thường liên quan đến loài ếch. Những con Odorrana tormota đực phát ra và đáp lại những âm thanh chiêm chiếp khác thường từ những con đực khác.
Những âm thanh này có thể nghe thấy, những cũng có năng lượng siêu âm. Cấu trúc màng nhĩ sâu, có độ dày bằng 1/30 những con ếch thông thường, cho phép chúng nghe được những âm thanh có tần số cao, cấu trúc tai bất thường và những tiếng gọi có âm vực cao rất có khả năng là sự tiến hóa để thích nghi với môi trường ồn ào. Những thác nước và dòng suối tạo ra những tiếng ồn đều đặn phần lớn có tần số thấp hơn âm thanh do loài ếch này phát ra.
Những con Odorrana tormota đực được cho nghe những tiếng gọi của con cái phản ứng khá nhạy, thường kêu chiêm chiếp trong vòng một phần nhỏ của một giây đồng hồ. Phản ứng của những con đực là tức thời – ngay sau tác nhân kích thích, những con đực thường kêu chiêm chiếp và nhảy thẳng đến vùng có tiếng gọi của con cái, khả năng tìm đến nơi có tiếng gọi của chúng chính xác đến đáng kinh ngạc. Một con đực có thể nhảy đến nơi có tiếng gọi với độ chính xác đến hơn 99%.

### Ởcá
Cá đù vàng Corvina (Cilus gilberti) là một loài cá ở Mexico phát ra tiếng kêu khi ghép đôi ầm ỹ tới mức có thể làm điếc tai những động vật biển khác. Âm thanh mời gọi ghép đôi sánh ngang tiếng súng máy của cá đù vàng có thể làm cá heo, sư tử biển và hải cẩu điếc vĩnh viễn. Một con cá đù vàng vùng Vịnh trong mùa sinh sản có tiếng kêu mời gọi bạn tình được ví như tiếng súng máy cực lớn với nhiều nhịp âm dồn dập. Khi hàng trăm nghìn con cá tụ tập để đẻ trứng mỗi năm một lần, bản hợp âm giống như một đám đông đang cổ vũ ở sân vận động hoặc như tiếng ong vỡ tổ, mức độ âm thanh sinh ra từ màn hợp âm đủ lớn để gây mất thính lực tạm thời hoặc vĩnh viễn ở những động vật biển có vú chuyên săn loại cá này.
Sự kiện cá đù vàng đẻ trứng nằm trong số những sự kiện ồn ào nhất trong tự nhiên có thể tìm thấy trên Trái Đất. Đây cũng là âm thanh lớn nhất được ghi nhận ở loài cá. Tần số âm thanh do cá đù vàng tạo ra rơi vào khoảng có thể ảnh hưởng xấu đến thính giác của hải cẩu, sư tử biển và cá heo, thậm chí khiến chúng bị điếc. Do đó, việc bắt gặp sư tử biển và cá heo kiếm ăn gần đàn cá đù vàng thường gây bất ngờ. Mỗi mùa xuân, tất cả cá đù vàng trưởng thành di cư tới một địa điểm duy nhất là châu thổ sông Colorado ở cực bắc vịnh California của Mexico. Chúng sẽ lưu lại ở đó trong vài tuần.
Trong suốt khoảng thời gian này, cá đù vàng đực phát ra tiếng kêu vang dội qua mũi các tàu đánh cá và có thể nghe rõ ngay cả trên mặt nước, thu hút nhiều ngư dân. Chỉ trong vòng vài phút, một chiếc tàu thả lưới có thể thu hai tấn cá đù vàng. Mỗi con có thể dài khoảng một mét và nặng tới 12 kg, việc nghe tiếng gọi bạn tình của cá đù vàng giúp giới nghiên cứu theo dõi số lượng của chúng nhằm mục đích bảo tồn. Cá đù vàng không thể nhìn rõ qua làn nước đục ở vùng Vịnh nên rất khó đếm. Tuy nhiên, có bằng chứng cho thấy cá đù vàng đang trở nên ngày càng nhỏ hơn, dấu hiệu của đánh bắt tràn lan.

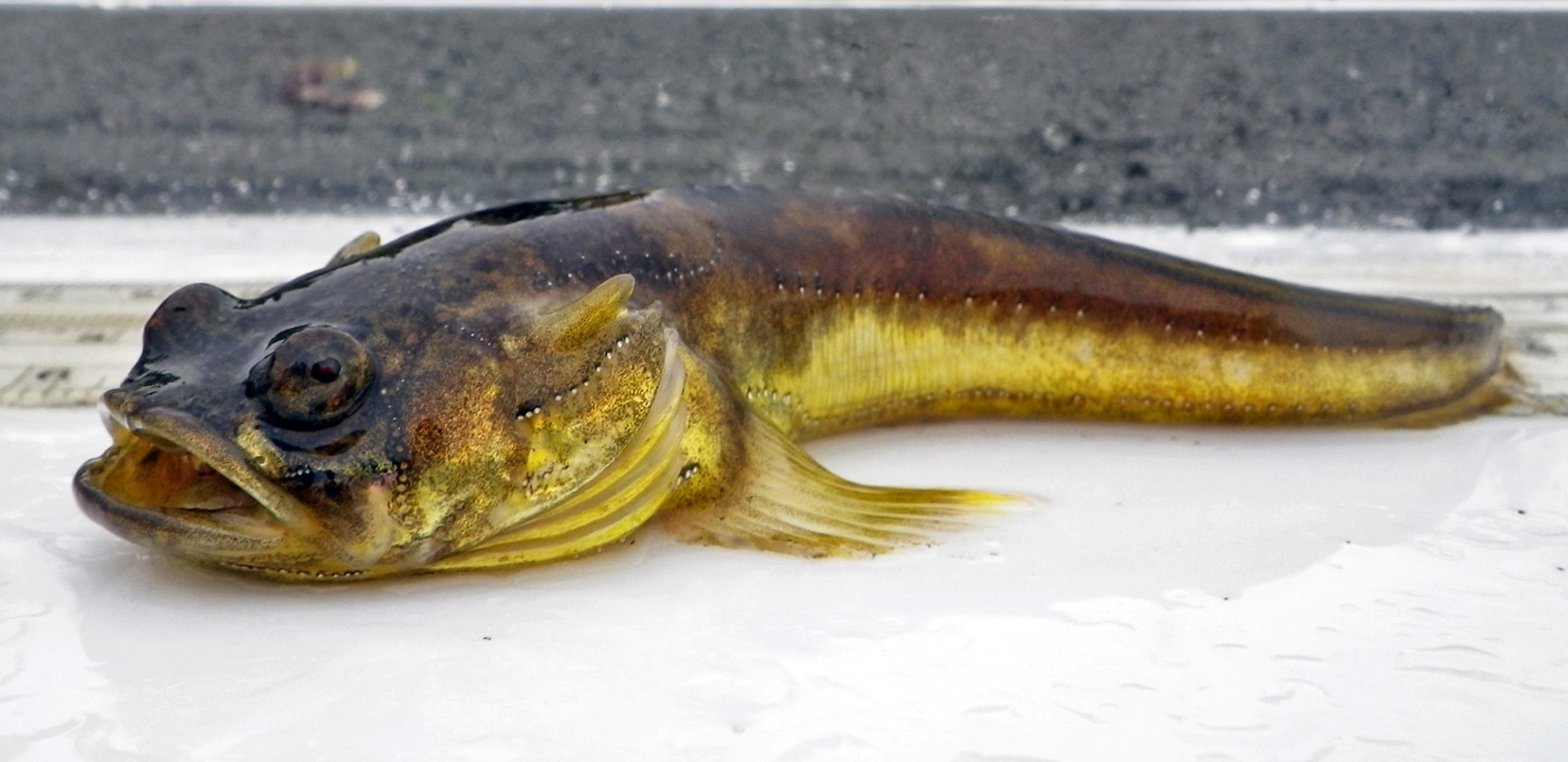
Cá Midshipman là loài ồn ào trong mùa sinh sản

Loài cá Midshipman (Porichthys) là động vật ăn đêm. Ban ngày, chúng vùi mình trong bùn hoặc cát. Trong những đêm mùa hè, chúng kêu râm ran để thu hút con cái và khuyến khích các "nàng" đẻ trứng. Tiếng kêu được phát ra từ vùng cơ xung quanh bóng hơi của cá. Não của những con cá này đã điều chỉnh tiếng kêu sao cho chúng không bị điếc và có thể nghe thấy kẻ thù hoặc con cái đang bơi tới ngay cả khi chúng đang "hò hét" - một cơ chế tương tự như con người. Cá midshipman đực thường phát ra những âm thanh đặc trưng để ra hiệu cho bạn tình. Tiếng kêu có thể kéo dài nhiều tiếng đồng hồ, càng lúc càng to hơn khi các con đực cá rơi vào tình trạng cạnh tranh nhau để thu hút con cái.
Tiếng gọi bạn tình da diết của loài cá midshipman trong đêm khuya đã khiến người dân địa phương ở Southampton nước Anh không thể nào chợp mắt, thậm chí nhiều người đã phải rời khỏi khu vực để tìm kiếm sự bình yên. Nhiều người dân địa phương Southampton cho biết họ thường xuyên mất ngủ bởi một tiếng ồn bí ẩn trong đêm, bắt đầu khoảng 22 giờ và kéo dài tới tận sáng. Thậm chí, nhiều người dân đã phải rời khỏi khu vực này để tìm kiếm bầu không khí bình yên. Tiếng gọi bạn tình của loài cá midshipman chính là nguyên nhân gây nên trình trạng trên, tiếng ồn có thể gia tăng cường độ bởi các nhà cao tầng và tàu biển. Tiếng ồn ở khu vực Southampton tương tự như "Tiếng ồn Tây Seattle" xảy ra ở nước Mỹ vào năm ngoái, cũng do loài cá Midshipman sống ở lạch Duwamish.

### Ởnhện

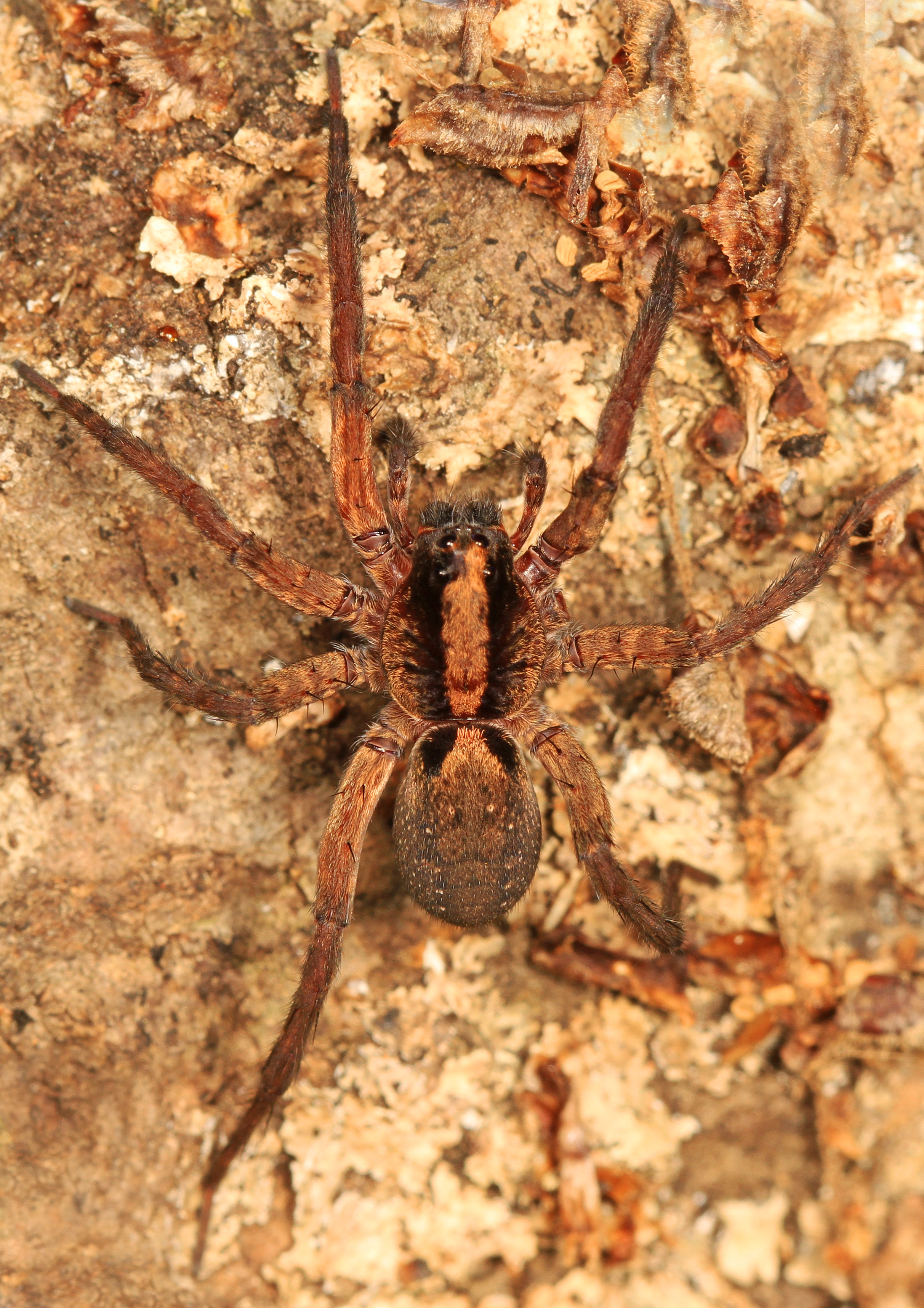
Nhện sói là loài biết tiếng kêu thu hút bạn tình

Với loài nhện, âm thanh không chiếm phần quan trọng trong cuộc sống của chúng vì loài nhện không có tai hay bất cứ cơ quan cảm nhận âm thanh chuyện biệt khác nhưng một trong những loài nhện sói giao tiếp bằng âm thanh, loài nhện sói đặc biệt này có thể dùng âm thanh để ra hiệu cho bạn tình. Nhưng loài nhện sói (Gladicosa gulosa) có thể phát ra âm thanh như tiếng rì rầm với âm tần rất nhỏ. Những con nhện cái chỉ có thể cảm nhận được những rung động âm thanh ở chân, nhưng nếu như thế thì con cái chỉ có thể cảm nhận được những âm thanh khi cả con cái và con đực cùng đứng trên cùng một bề mặt.
Những âm thanh phát ra tạo nên hai loại sóng. Đầu tiên là một loại sóng ngắn. Nó dịch chuyển các phân tử xung quanh, chỉ phát hiện được qua một cự ly rất ngắn. Loại sóng này được tiếp nối theo sau bởi một sóng dài hơn tạo nên những thay đổi bản địa trong áp suất không khí. Hầu hết các loài động vật, kể cả con người có thể nhận biết bằng tai làn sóng âm thanh thứ 2. Nhưng các loài nhện có thể phát ra âm thanh lại không thể nghe được âm thanh. Vào thời điểm tìm kiếm bạn tình, những con nhện sói đực thu hút sự chú ý của những con nhện cái bằng cách tạo ra những rung động tán tỉnh, loài nhện phát ra một ảnh phổ của các dao động từ "tiếng rì rầm" được tạo ra bởi nhện đực Gladicosa gulosa.
Chúng tạo ra những âm thanh do sự rung động của một bộ phận trong cơ thể, tương tự như cách loài dế tạo ra tiếng kêu, nhằm tạo ấn tượng với những con cái. Những con nhện đực không nhận được sự đồng tình của con cái có thể sẽ bị con cái ăn thịt. Con đực tán tỉnh thành công sẽ được phép giao phối và sống cùng với con cái. Những con nhện có thể phát ra tiếng kêu đang tạo ra những rung động tương tự có thể nhiều hoặc ít hơn như những loài nhện sói ở Bắc Mỹ. Chúng đang sử dùng cấu trúc giống nhau và tạo thành những rung động. Nhưng nhện cái chỉ có thể nghe nếu nó đang đứng trên một bề mặt có thể truyền âm, chẳng hạn như lá cây.
Với những âm thanh rung động được tạo ra bởi những loài nhện sói khác, thì âm thanh bởi loài Gladicosa gulosa được tạo ra mạnh nhất, những bề mặt lá cây có thể truyền âm thanh được phát ra bởi những con nhện tốt hơn những chất liệu khác.Nếu một người đứng cách nơi những con nhện đang mời gọi bạn tình vài mét, họ có thể nghe thấy âm thanh mà chúng phát ra. Những rung động được tạo bởi loài nhện này, chỉ có thể nghe được khi chúng được tạo ra trên bề mặt là giấy hoặc những lá cây khi đó âm thanh được tạo ra cực lớn có thể truyền thông điệp của nhện đực tới nhện cái ở khoảng cách xa.

### Ởmèo
Một thuật ngữ động dục khác ở mèo là "gọi mời" vì mèo cái có thể kêu chói tai và thường xuyên đi dạo xung quanh nhà để rên rỉ hoặc kêu lớn. Tiếng mèo kêu giống như khóc ai oán và đau khổ, có tông cao và kéo dài khiến bạn mất ngủ về đêm. Nếu mèo bẩm sinh thường hay kêu, những dấu hiệu âm thanh chưa chắc chứng tỏ mèo đang động dục. Khi "gọi mời", mèo có xu hướng rên thật to và dai dẳng, kèm theo những hành vi đáng chú ý.
Tuổi dậy thì của mèo được bắt đầu từ độ tuổi từ 5-6 tháng, đây là tuổi bắt đầu thành thục về tính (tuổi dậy thì), trong buồng trứng của mèo có noãn bao phát triển, thành thục và chín. Thời gian này gọi là thời kỳ động dục của mèo cái. Đúng lúc này mèo bắt đầu cất tiếng gọi bạn tình. Để gọi bạn tình mèo cái cất tiếng kêu và càng đến cận ngày rụng trứng (động dục), tiếng mèo cái càng tha thiết, êm dịu hơn. Tiếng gọi bạn tình của mèo cái chỉ xuất hiện những lúc đêm khuya thanh vắng. Âm thanh đó vang xa, rót vào tai những chú mèo đực ở cách xa hàng cây số và chính những âm thanh đó chỉ lối và thúc dục các chú mèo đực tìm đến chỗ nàng mèo động tình.

### Ởhổ

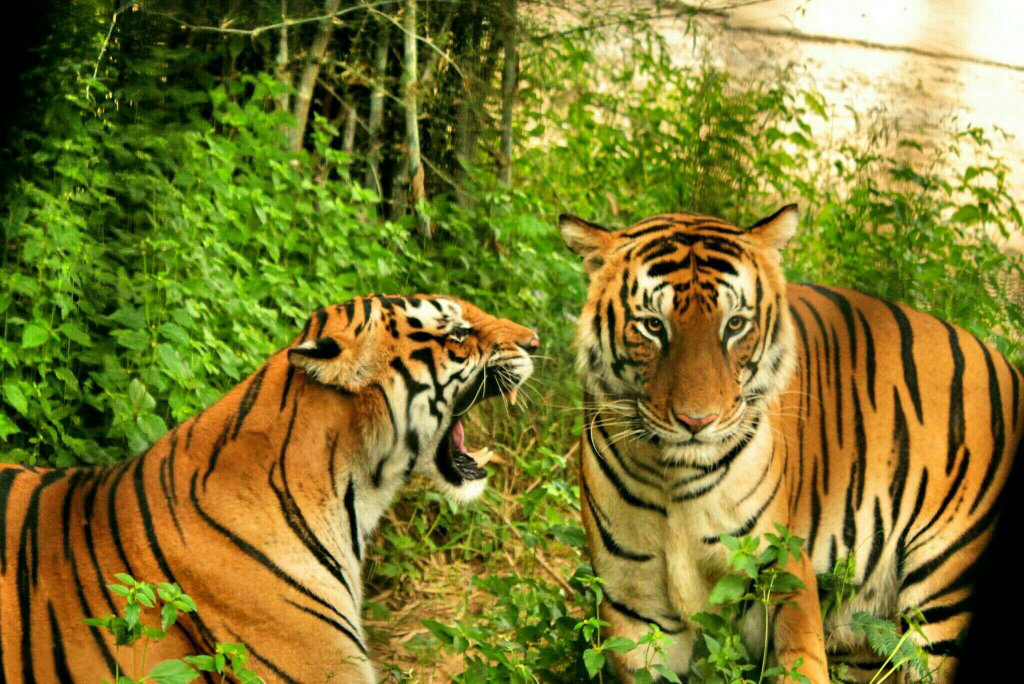
Hổ đực và hổ cái

Tiếng gầm của một con hổ được sử dụng trong quá trình tìm kiếm và cạnh tranh cho một người bạn đời. Trong phim và các chương trình truyền hình thường mô tả rằng mỗi khi đe dọa ai đó hay động vật khác, những con hổ sẽ gầm thét, thực tế, rất hiếm khi người ta nghe thấy tiếng hổ gầm, khi săn mồi chúng còn nhẹ nhàng hơn cả mèo. Những con hổ chỉ gầm thét khi muốn giao tiếp với những con hổ khác ở xa. Chúng thường gầm khi tìm kiếm bạn tình hoặc chuẩn bị một cuộc tấn công chết chóc.
Thời kỳ động dục của hổ diễn ra từ tháng 11 đến tháng 2 năm sau. Trong thời gian này, tiếng gầm của hổ rất vang, có thể đạt đến 2 km, xa hơn bình thường gấp nhiều lần để có thể quyến rũ bạn tình. Các con hổ cai khi động dục thường phát ra tiếng kêu hưng phấn, chủ động tiếp cận hổ đực. Hổ cái thường có thói quen phát ra tiếng kêu hưng phấn và kích động trong khi đang ân ái với bất cứ chú hổ đực nào. Khi Hổ đang "chung" (tức là giao phối) ở rừng, thì trong vòng bán kính 30 cây số không bao giờ có một bóng thú rừng vì tiếng gầm của nó làm cho muôn loài phải khiếp hãi trốn tránh.

### Loài khác

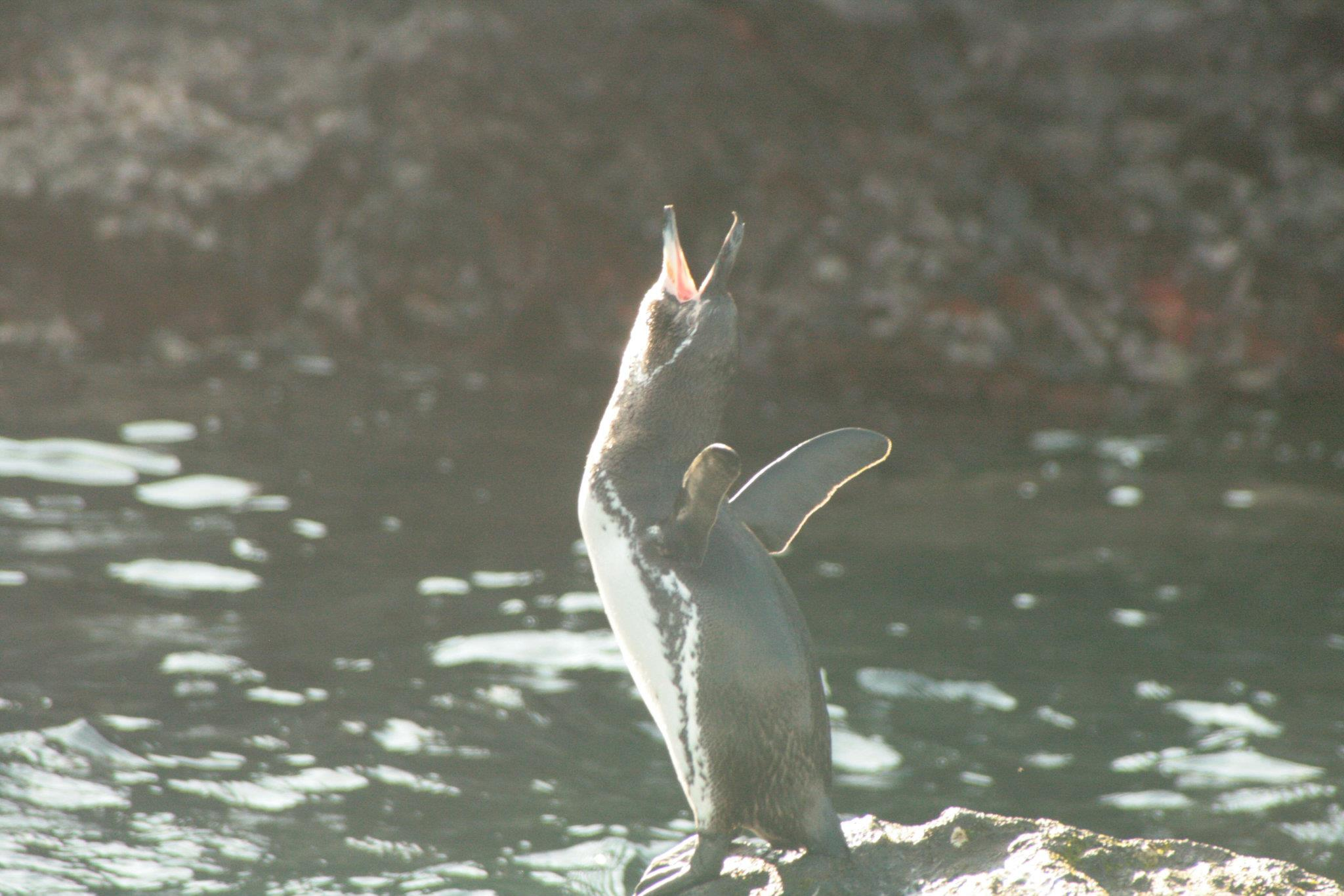
Chim cánh cụt đang mời gọi bạn tình

Khi nghe thấy tiếng chim hót líu lo vào mùa xuân, thì rất có thể là chúng đang tìm gọi bạn đời. Đà điểu chỉ lên tiếng trong khi giao phối. Đà điểu đực hiếm khi phát ra âm thanh, chúng chỉ kêu những tiếng kỳ lạ trong lúc giao phối. Khi gần gũi bạn tình, đà điểu đực phát ra thứ âm thanh lạ bằng cách lấp đầy không khí ở phần túi trên cái cổ dài. Tiếng kêu báo hiệu cho con cái biết nó đã sẵn sàng. Tiếng hú của những con sói nhằm báo hiệu rằng chúng đang ở xung quanh, hoặc nó đang gọi bạn tình.
Trong khi hầu hết những tiếng kêu hình thành từ việc rung dây thanh quản, tuy nhiên, hải mã lại phát ra âm thanh không phải vậy. Tiếng kêu lảnh lót như tiếng huýt sáo được tạo ra trong các túi bơm hơi, gọi là túi họng nằm ở hai bên thực quản của con vật. Hải mã đực sẻ sử dụng tiếng huýt sáo lảnh lót của mình để đi tìm bạn tình. Hươu đỏ đực phát ra tiếng gầm không vang mạnh như hổ, mà âm trầm giống như bò vậy. Âm thanh tạo ra từ vị trí thấp của thanh quản bên trong cổ họng, hươu đỏ cái sẽ tìm kiếm và giao phối với con đực nào có tiếng kêu to nhất mà trầm nhất.
Ở loài vượn cáo chuột xám nhỏ sống ở đảo Madagascar có thể tránh được giao phối cận huyết bằng cách nhận ra âm thanh quen thuộc của các thành viên trong gia đình chúng. Về loài vượn cáo chuột xám (Microcebus murinus) thì vượn cáo cái trưởng thành nghe tiếng gọi giao phối của con đực, những con cái nào nghe được tiếng kêu từ con đực là bố chúng hoặc không có liên quan về huyết thống thì có những phản ứng khác nhau, những con cái nghe âm thanh của con đực không có liên quan về huyết thống, chúng sẽ tiếp cận nhanh hơn, sớm hơn và trở nên hoạt náo hơn. Trong khi đó những con cái nghe âm thanh được phát ra từ con đực là bố của chúng thì thường phản ứng chậm hơn và như muốn dò la nguồn gốc của âm thanh.

## Tham khảo

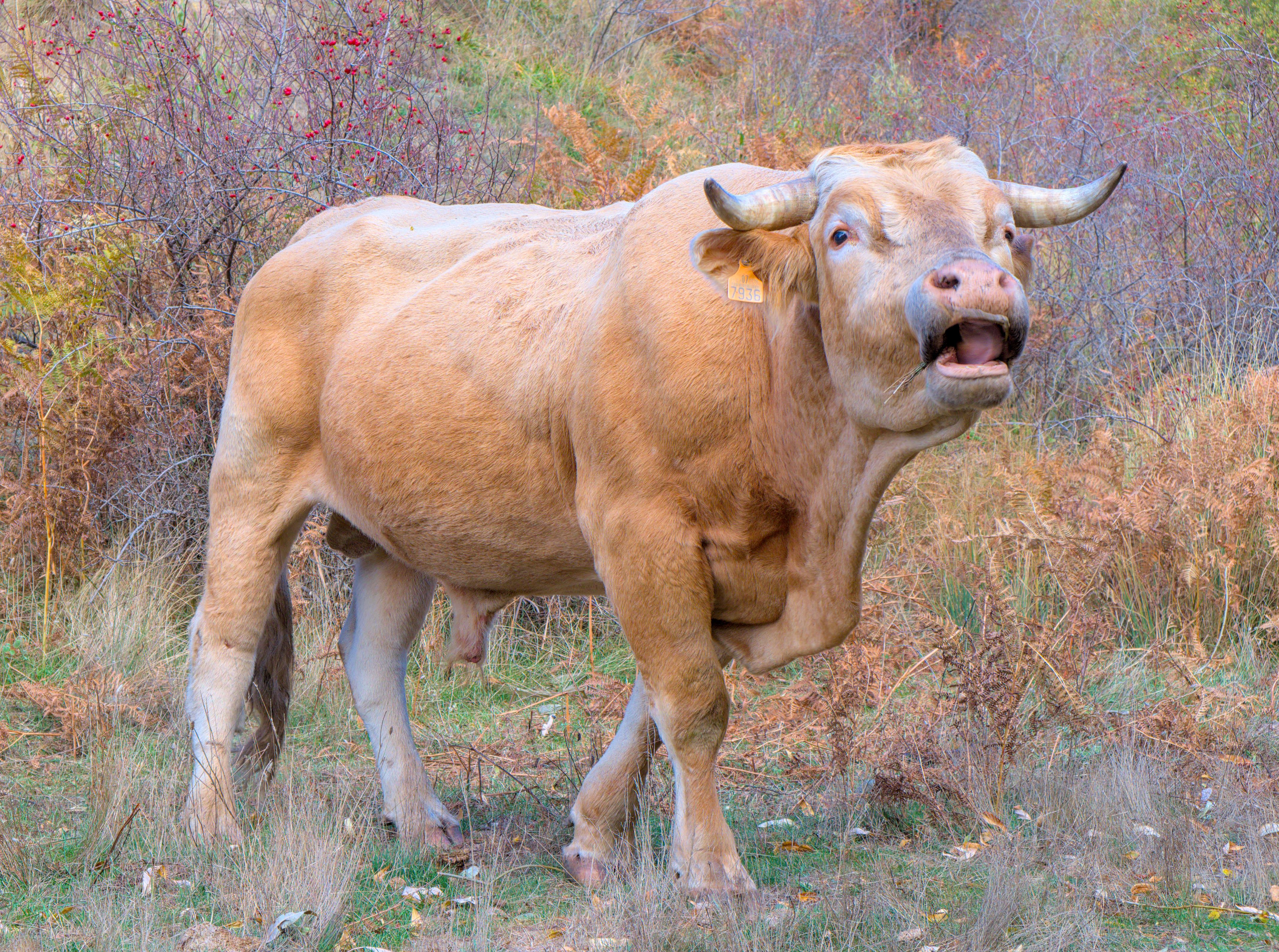
Một con bò đực đang rống

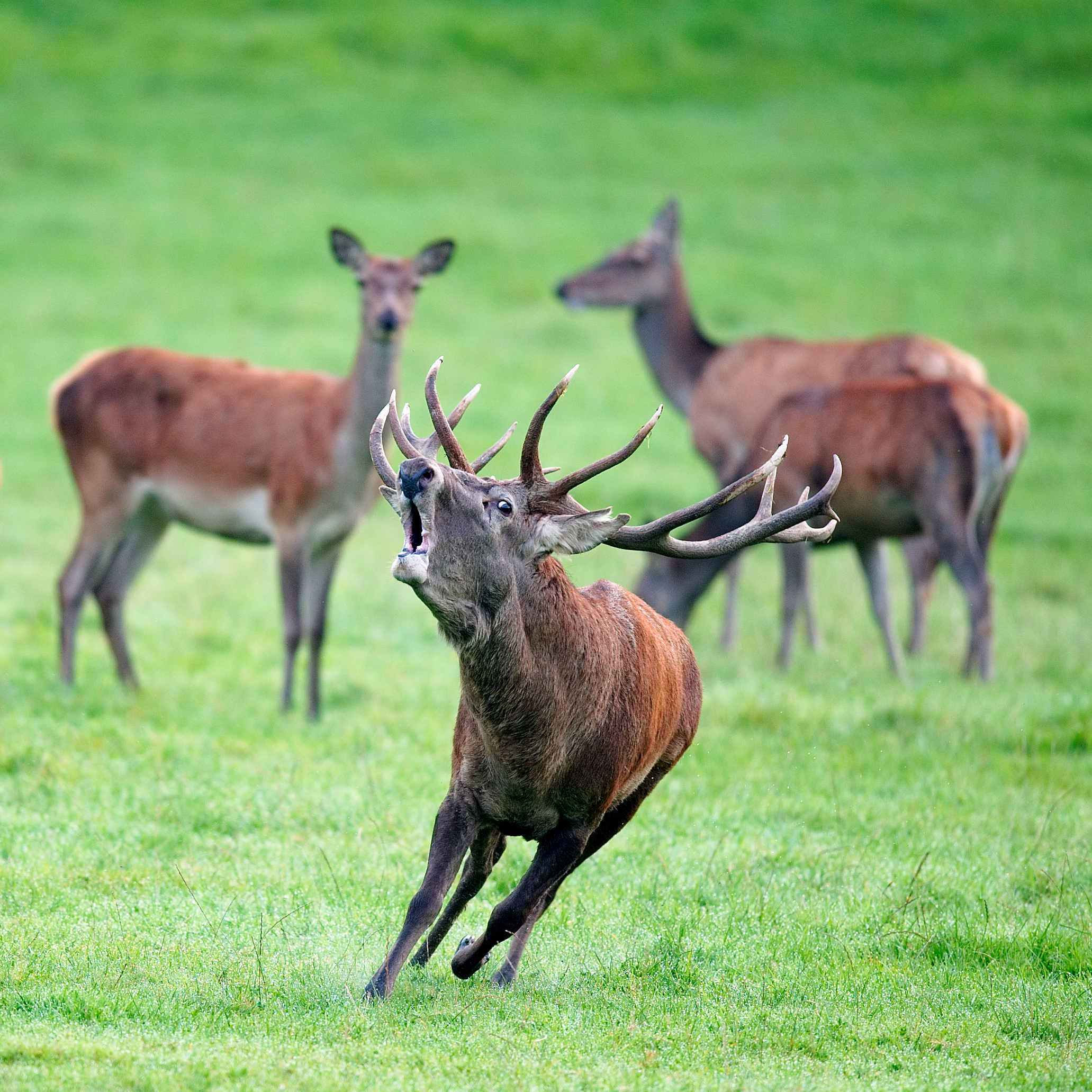
Hươu đực đang cất tiếng gọi bạn tình